# 显脉罗伞
显脉罗伞（学名：Brassaiopsis phanerophlebia）是五加科罗伞属的植物，是中国的特有植物。分布在中国大陆的广东、广西、贵州等地，生长于海拔800米至1,000米的地区，一般生于山谷溪边森林内，目前尚未由人工引种栽培。

## 别名
显脉柏氏参（植物分类学报）、显脉掌叶树（广西植物名录）